# Вішина (Тулча)
Вішина (рум. Vișina) — село у повіті Тулча в Румунії. Входить до складу комуни Журіловка.
Село розташоване на відстані 220 км на схід від Бухареста, 47 км на південь від Тулчі, 66 км на північ від Констанци, 97 км на південний схід від Галаца.

## Населення
За даними перепису населення 2002 року у селі проживали 879 осіб, з них 875 осіб (99,5%) румунів. Рідною мовою 876 осіб (99,7%) назвали румунську.